# Geraldine Chaplin

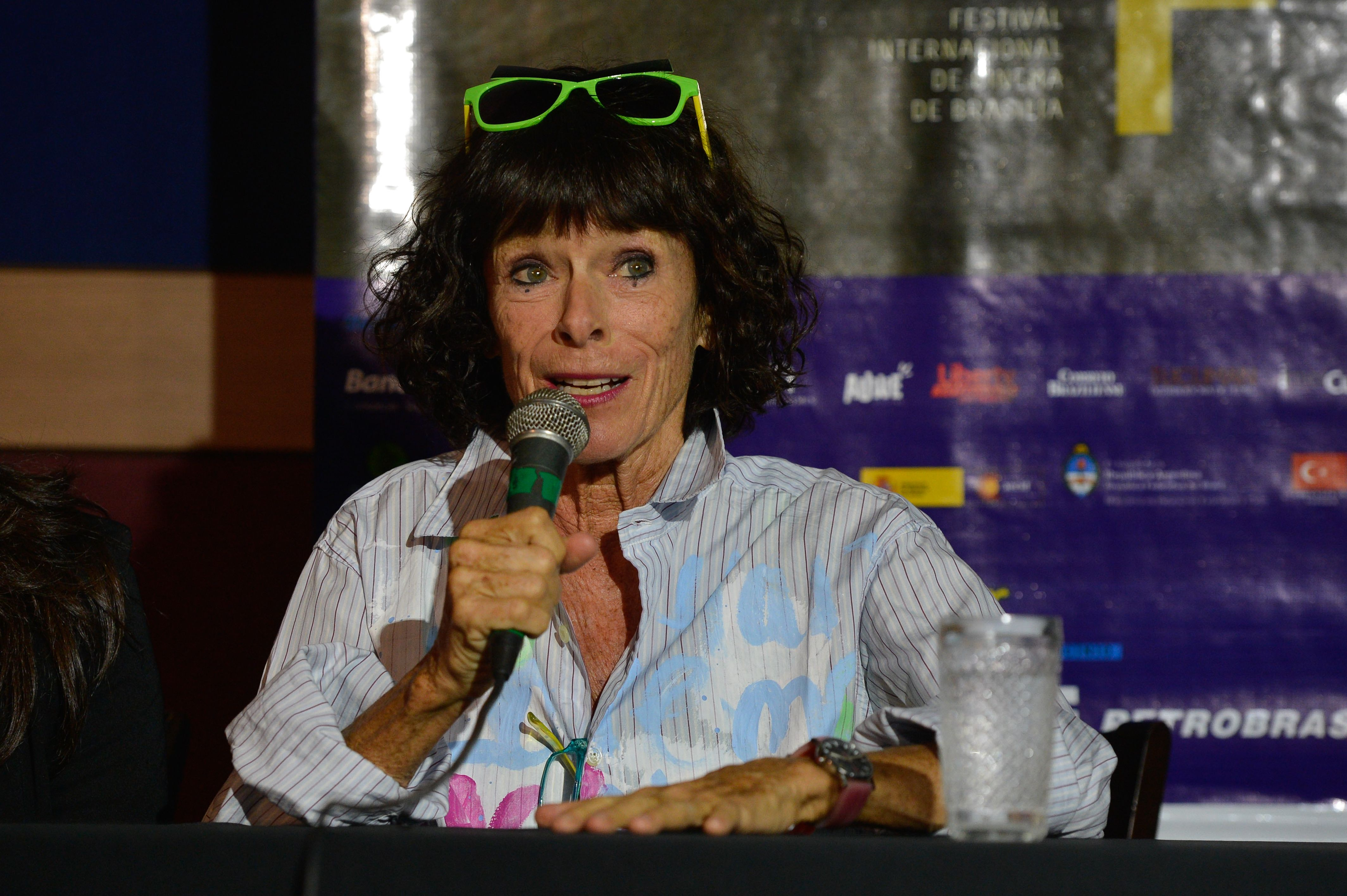
Geraldine Chaplin, 2014

Geraldine Leigh Chaplin (* 31. Juli 1944 in Santa Monica, Kalifornien) ist eine britische Schauspielerin.

## Leben
Geraldine Chaplin, geboren 1944 in den USA, ist das älteste Kind des Schauspielers und Regisseurs Charlie Chaplin aus seiner Ehe mit Oona O’Neill. Ihre Geschwister sind Josephine, Michael, Victoria, Eugene, Jane, Annette und Christopher Chaplin. Aus früheren Ehen ihres Vaters hatte sie Halbgeschwister (Norman, Charles und Sydney). Der Vater ihrer Mutter war der Schriftsteller Eugene O’Neill.
Geraldine Chaplin besuchte ein Internat am Genfersee in der Schweiz. Im Alter von acht Jahren trat sie erstmals in einem Film auf, Rampenlicht von Charlie Chaplin. Sie absolvierte eine Ballett-Ausbildung in London, entschied sich dann jedoch für das Schauspiel. Ihr Vater kritisierte ihre Berufswahl: „Er wollte immer, dass seine Kinder etwas Anständiges lernen“, berichtet sie. „Sie sollten Ärzte, Anwälte, Ingenieure, Architekten werden – nur nicht Schauspieler.“ Ihrzufolge erlebte sie ihren Vater als autoritär; er habe kein Verständnis für ihren rebellischen Geist gezeigt, und auch ihre Mutter habe stets „auf seiner Seite“ gestanden.
Bereits ihre erste große Filmrolle, die der Tonya in Doktor Schiwago (unter der Regie von David Lean), brachte ihr 1966 eine Nominierung für einen Golden Globe als beste Nachwuchsdarstellerin ein. Von 1968 an drehte Chaplin bevorzugt in Spanien – mit dem Regisseur Carlos Saura verband sie eine lange private und berufliche Beziehung. Sie übernahm in neun seiner Filme (Pfefferminz Frappe, Anna und die Wölfe, Züchte Raben… u. a.) die weibliche Hauptrolle, und beide haben einen gemeinsamen Sohn, Shane (* 1974). Des Weiteren spielte Chaplin unter der Regie von Richard Lester (Die drei Musketiere, 1973), Robert Altman (Nashville, 1975), Michel Deville (Reise in die Zärtlichkeit, 1980), Claude Lelouch (Ein jeglicher wird seinen Lohn empfangen …, 1981), Alain Resnais (Das Leben ist ein Roman, 1983), Jacques Rivette (Theater der Liebe, 1984), Pedro Almodóvar (Sprich mit ihr, 2002) u. a. und wirkte in internationalen Fernsehproduktionen, zuletzt in der Serie The Crown, mit. In einer Filmbiografie über ihren Vater, Chaplin, verkörperte sie 1992 ihre Großmutter, Hannah Chaplin. Geraldine Chaplin ist eine der wenigen bekannten angelsächsischen Schauspielerinnen, die häufiger im europäischen Autorenfilm, in den 1980er Jahren insbesondere in Frankreich, in Erscheinung trat. Sie spricht fließend Englisch, Französisch und Spanisch.
Seit 2006 ist Geraldine Chaplin mit ihrem langjährigen Lebensgefährten, dem chilenischen Kameramann Patricio Castilla, verheiratet. Der Verbindung entstammt eine Tochter, Oona Castilla Chaplin (* 1986). Mutter und Tochter standen in dem italienischen Horrorfilm Imago Mortis 2009 gemeinsam vor der Kamera.
1982 war Geraldine Chaplin Jury-Mitglied der Filmfestspiele von Cannes, 2011 Jurypräsidentin des Filmfestivals von Moskau.
Sie lebt in Corsier im Schweizer Kanton Genf.

## Filmografie (Auswahl)
- 1952: Rampenlicht (Limelight)

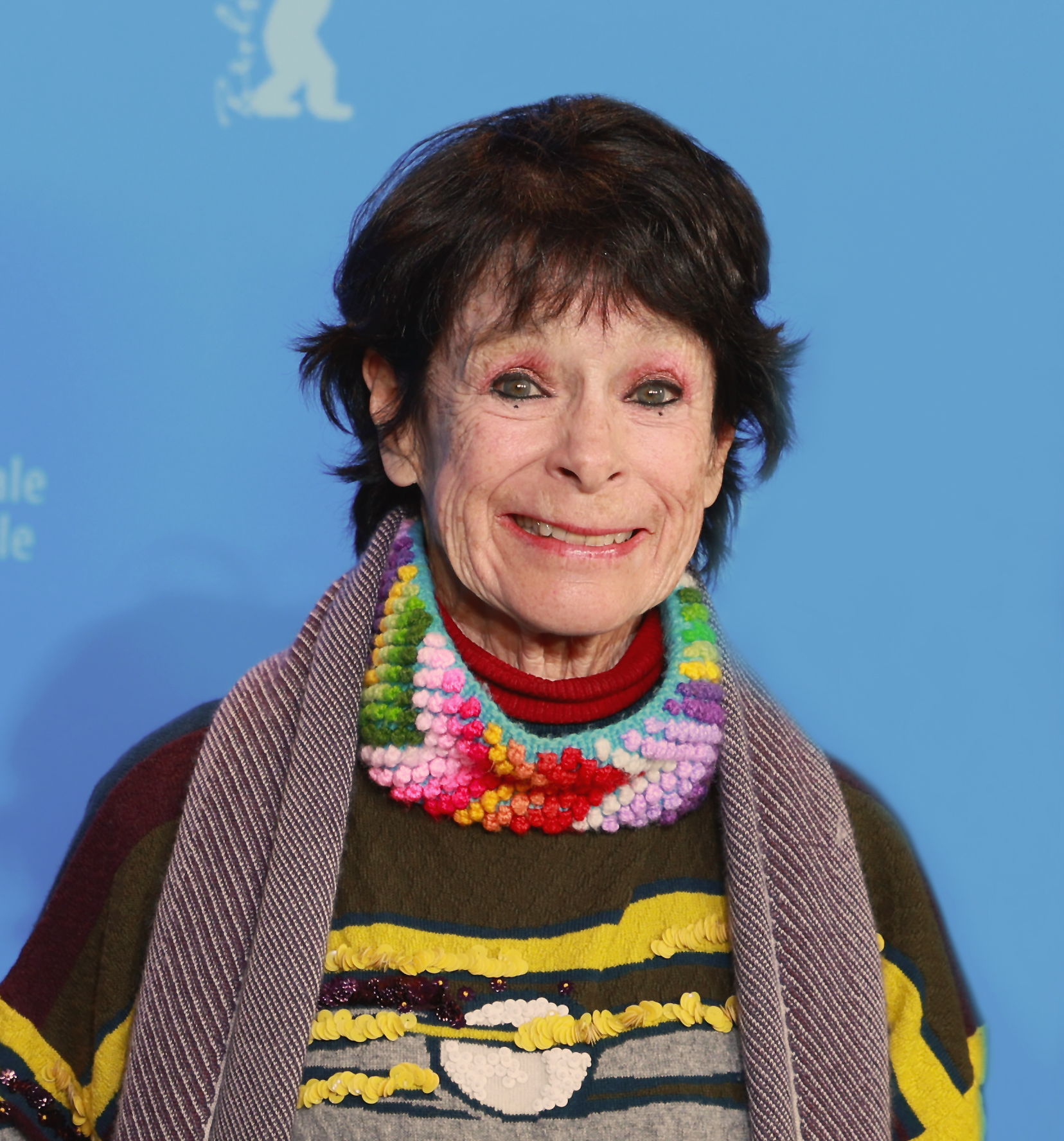
Geraldine Chaplin, 2023

- 1965: Doktor Schiwago (Doctor Zhivago)
- 1966: Wir fahren in die Stadt (Andremo in città)
- 1967: Die Gräfin von Hongkong (A Countess from Hong Kong)
- 1967: Der Fremde im Haus (Stranger in the House)
- 1967: Ich tötete Rasputin (J’ai tué Raspoutine)
- 1967: Casino Royale
- 1968: Pfefferminz Frappé (Peppermint Frappé)
- 1969: Höhle der Erinnerungen (La madriguera)
- 1970: Herrscher der Insel (The Hawaiians)
- 1971: Balduin, der Sonntagsfahrer (Sur un arbre perché)
- 1971: Carlos
- 1972: Anna und die Wölfe (Ana y los lobos)
- 1972: Geburten verboten (ZPG – Zero Population Growth)
- 1973: Die drei Musketiere (The Three Musketeers)
- 1973: Verflucht dies Amerika
- 1974: Die vier Musketiere – Die Rache der Mylady (The Four Musketeers)
- 1975: Nashville
- 1976: Züchte Raben… (Cría cuervos)
- 1976: Willkommen in Los Angeles (Welcome to L.A.)
- 1976: Buffalo Bill und die Indianer (Buffalo Bill and the Indians, or Sitting Bull’s History Lesson)
- 1976: Nordwestwind (Noroît)
- 1977: Der Tanzpalast (Roseland)
- 1977: Elisa, mein Leben (Elisa, vida mía)
- 1978: Verhängnisvolle Freundschaft (L’adoption)
- 1978: Du wirst noch an mich denken (Remember My Name)
- 1978: Eine Hochzeit (A Wedding)
- 1979: Mama wird 100 Jahre alt (Mamá cumple cien años)
- 1980: Mord im Spiegel (The Mirror Crack’d)
- 1980: Reise in die Zärtlichkeit (Le Voyage en douce)
- 1981: Ein jeglicher wird seinen Lohn empfangen … (Les uns et les autres)
- 1981: The House of Mirth (Fernsehfilm)
- 1983: Casting
- 1983: Das Leben ist ein Roman (La vie est un roman)
- 1984: Theater der Liebe (L’amour par terre)
- 1987: Die letzten Tage in Kenya (White Mischief)
- 1988: Wilde Jahre in Paris (The Moderns)
- 1989: Die Rückkehr der Musketiere (The Return of the Musketeers)
- 1991: Buster’s Bedroom
- 1991: Duell der Leidenschaften (Fernsehfilm)
- 1992: Chaplin
- 1993: Zeit der Unschuld (The Age of Innocence)
- 1995: Familienfest und andere Schwierigkeiten (Home for the Holidays)
- 1995: Der Gesang der Vögel (Para recibir el canto de los pájaros)
- 1996: Gullivers Reisen (Gulliver’s Travels) (Fernsehfilm)
- 1996: Jane Eyre
- 1997: Mutter Teresa – Im Namen der Armen Gottes (Mother Teresa - In the Name of the Poor)
- 1997: Die Abenteuer des Odysseus (The Odyssey)
- 1998: Cousine Bette (Cousin Bette)
- 1999: Maria – Die heilige Mutter Gottes (Mary, Mother of Jesus)
- 1999: Beresina oder Die letzten Tage der Schweiz
- 2002: Jenseits der Erinnerung (En la ciudad sin límites)
- 2002: Dinotopia (Fernsehserie)
- 2002: Sprich mit ihr (Hable con ella)
- 2003: Rosamunde Pilcher: Wintersonne (2004) (Fernsehfilm in 2 Teilen)
- 2004: Eine Weihnachtsgeschichte nach Charles Dickens – Musical (A Christmas Carol) (Fernsehfilm)
- 2004: Die Brücke von San Luis Rey (The Bridge of San Luis Rey)
- 2005: Bloodrayne
- 2005: Heidi
- 2005: Melissa P. – Mit geschlossenen Augen (Melissa P.)
- 2006: Agatha Christie’s Marple (Fernsehserie, Folge 02x01: Ruhe Unsanft (Sleeping Murder))
- 2007: Das Waisenhaus (El Orfanato)
- 2008: Inconceivable
- 2008: Tagebuch einer Nymphomanin (Diario de una ninfómana)
- 2010: Wolfman
- 2011: Der Mönch (Le Moine)
- 2011: Americano
- 2011: Erinnerung an meine traurigen Huren (Memoria de mis putas tristes)
- 2011: Und wenn wir alle zusammenziehen? (Et si on vivait tous ensemble?)
- 2012: The Impossible
- 2013: The Cop – Crime Scene Paris (Jo, Fernsehserie, Folge 01x03)
- 2013: Another Me – Mein zweites Ich (Another Me)
- 2014: Sand Dollars (Dólares de Arena)
- 2014: Amapola – Eine Sommernachtsliebe (Amapola)
- 2015: Ich und Kaminski
- 2016: The Forbidden Room
- 2016: Sieben Minuten nach Mitternacht (A Monster Calls)
- 2016: Hinter den Mauern (Au delà des murs) (Fernseh-Miniserie)
- 2017: Philip K. Dick’s Electric Dreams (Fernsehserie, Folge 1x02 Der unmögliche Planet)
- 2018: Jurassic World: Das gefallene Königreich (Jurassic World: Fallen Kingdom)
- 2019: The Crown (Fernsehserie, 2 Folgen)
- 2023: Luka
- 2023: Seneca – Oder: Über die Geburt von Erdbeben (Seneca)

## Auszeichnungen

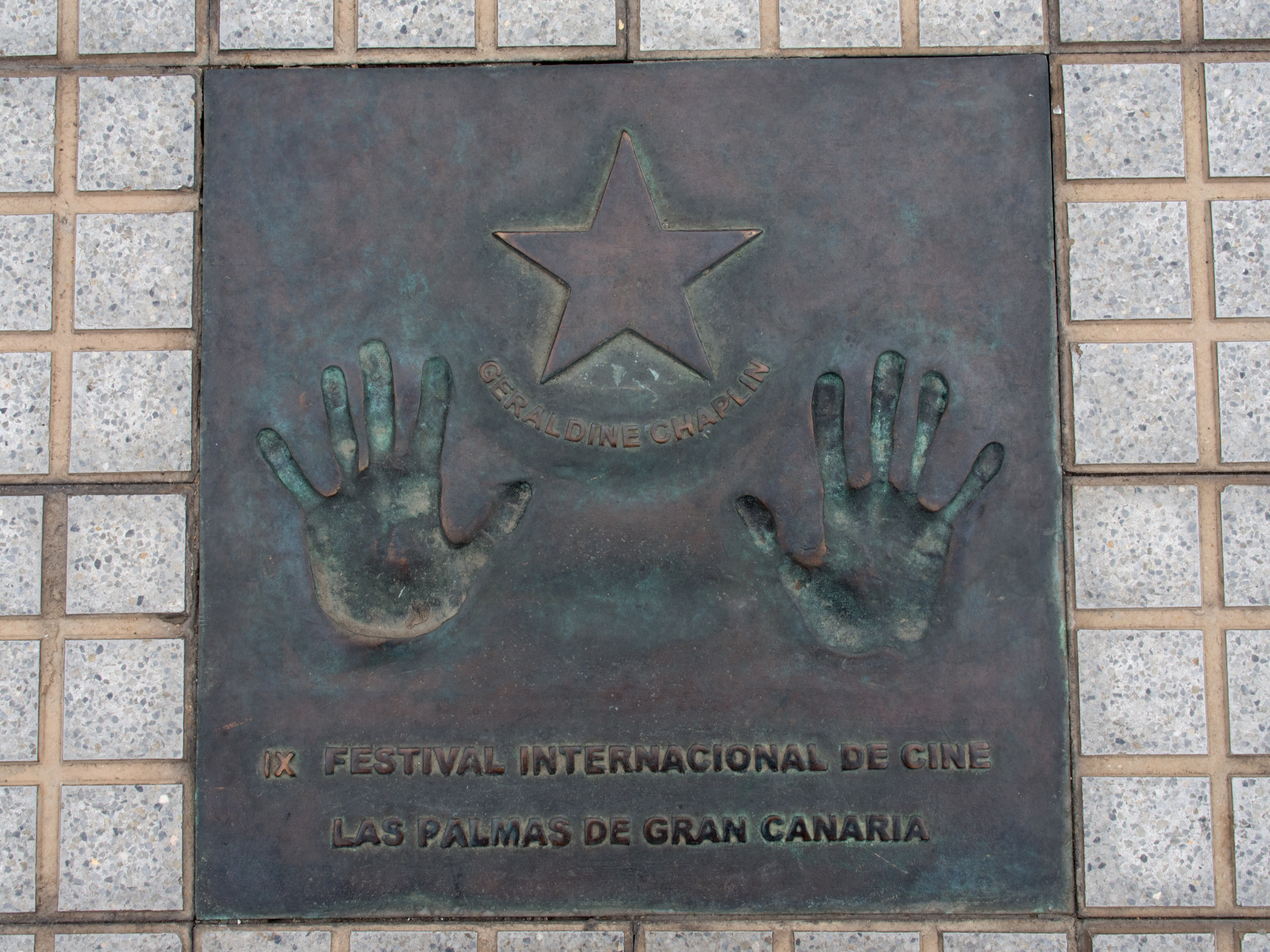
Stern und Handabdruck von Geraldine Chaplin im Straßenpflaster vor dem Auditorio Alfredo Kraus, Las Palmas, Gran Canaria

- 1972: Beste Darstellerin auf dem Sitges – Catalonian International Film Festival für Z.P.G.
- 1978: Premio ACE als Beste Darstellerin für Züchte Raben...
- 1978: Beste Darstellerin auf dem Miami Film Festival für Du wirst noch an mich denken
- 1978: Beste Darstellerin auf dem Paris Film Festival für Du wirst noch an mich denken
- 2003: Goya als Beste Nebendarstellerin für En la ciudad sin límites
- 2003: Premio ACE als Beste Nebendarstellerin für Sprich mit ihr
- 2008: Premio ACE als Beste Nebendarstellerin für Das Waisenhaus
- 2008: Premio Unión de Actores als Beste Nebendarstellerin für Das Waisenhaus